# مقاتل بن عطية المغراوي
مقاتل بن عطية (توفي 378 هـ)  من أمراء مغراوة، تزعم مع أخيه زيري بن عطية رئاسة بني خزر في البداوة بالمغرب الأوسط. وبعد أن طردهم سنة 369 هـ بلقين بن زيري الصنهاجي صاحب أفريقية والمدعوم من الدولة الفاطمية لجؤوا للمغرب الأقصى ولحقهم بفاس وسجلماسة حتى حاصرهم بسبتة فاتسندجوا بالمنصور بن أبي عامر الذي تدخل بجيش كاسح ورجح الكفة لصالحهم وطرد بلكين الصنهاجي. بعد وفاته استقل أخوه زيري بن عطية برياسة مغراوة.